# ヴィルヘルム・フォルツ
ヴィルヘルム・フォルツ（Wilhelm Volz、1855年12月8日 - 1901年7月7日）はドイツの画家、イラストレーターである。

## 略歴
カールスルーエで生まれた。父親は医学の講師で、母親はメンデルスゾーン家につながる家の出身である。カールスルーエの高校で学び、1875年から1881年の間、カールスルーエの美術学校 (Großherzoglichen Badischen Akademie der Bildenden Künste Karlsruhe)でカール・グッソーやフェルディナント・ケラーに学んだ。同じ頃学んでいた学生にはルートヴィヒ・フォン・ホフマン、エトムント・カノルト、マックス・クリンガー、ハインリヒ・シュミット＝ペヒトといった画家たちがいた。在学中から南ドイツやスイスを旅し、1882年にバーデン＝バーデンやイタリアを旅し、パリも訪れ、アカデミー・ジュリアンでギュスターヴ・ブーランジェやジュール・ジョゼフ・ルフェーブルに学んだ。1886年から1888年の間、カールスルーエの美術学校で助手を務めた。
1888年か1889年にミュンヘンに移り、1890年頃、ミュンヘンの美術家グループ、「Allotria」に参加し、1892年に「ミュンヘン分離派」の創立メンバーとなった。1890年代から夏はミュンヘンの芸術家たちとバーデン＝ヴュルテンベルクのコンスタンツ湖のライヒェナウ島で過ごし、グスタフ・シェーンレーバー(Gustav Schönleber)やラーフェンシュタイン(Paul von Ravenstein)とイタリアを旅した。1896年からミュンヘンの建物に壁画を描いた。
1896年から" Pan" や "Jugend"といった雑誌に挿絵を描いた。

## 作品

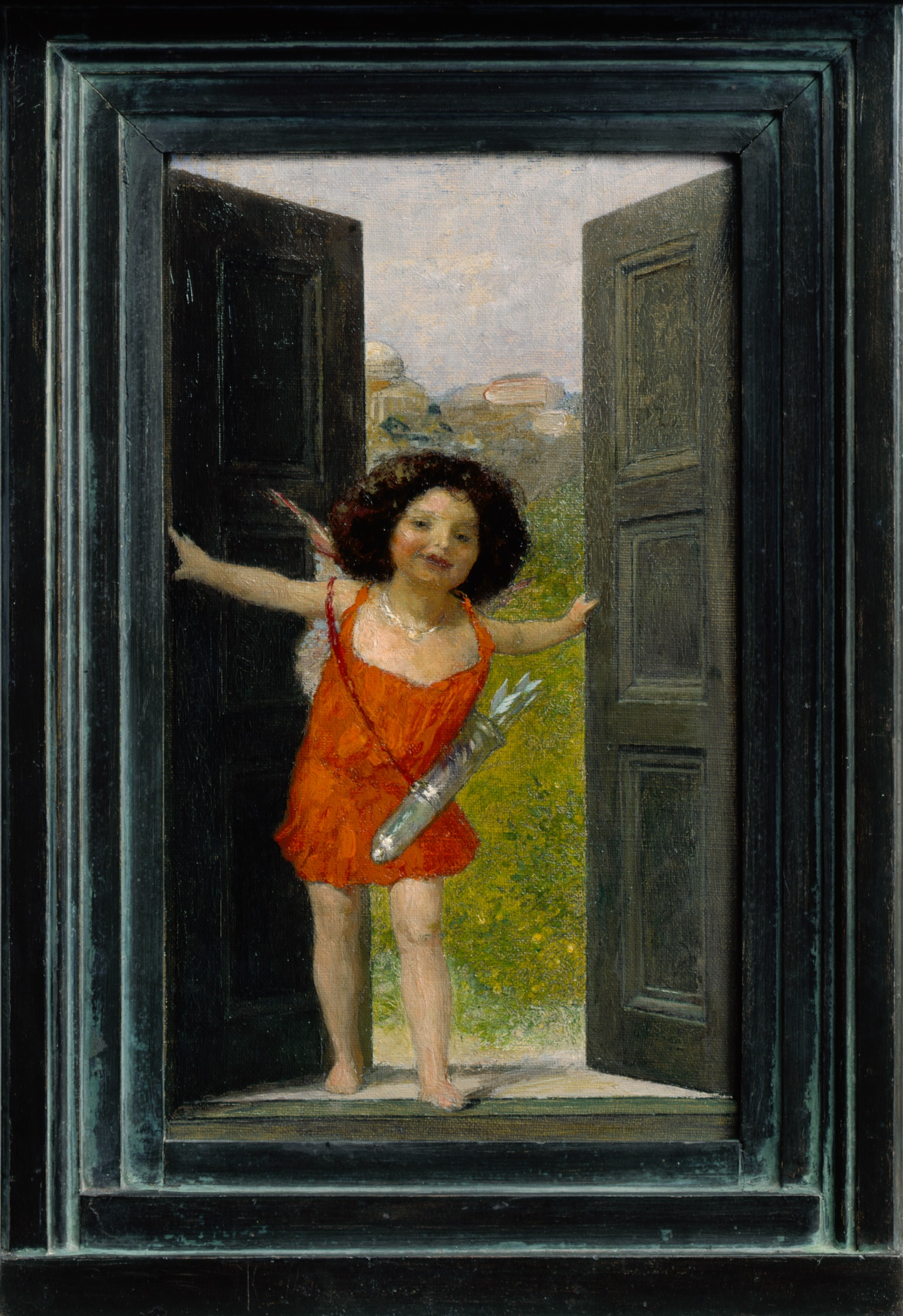
ドアを開くエンジェル
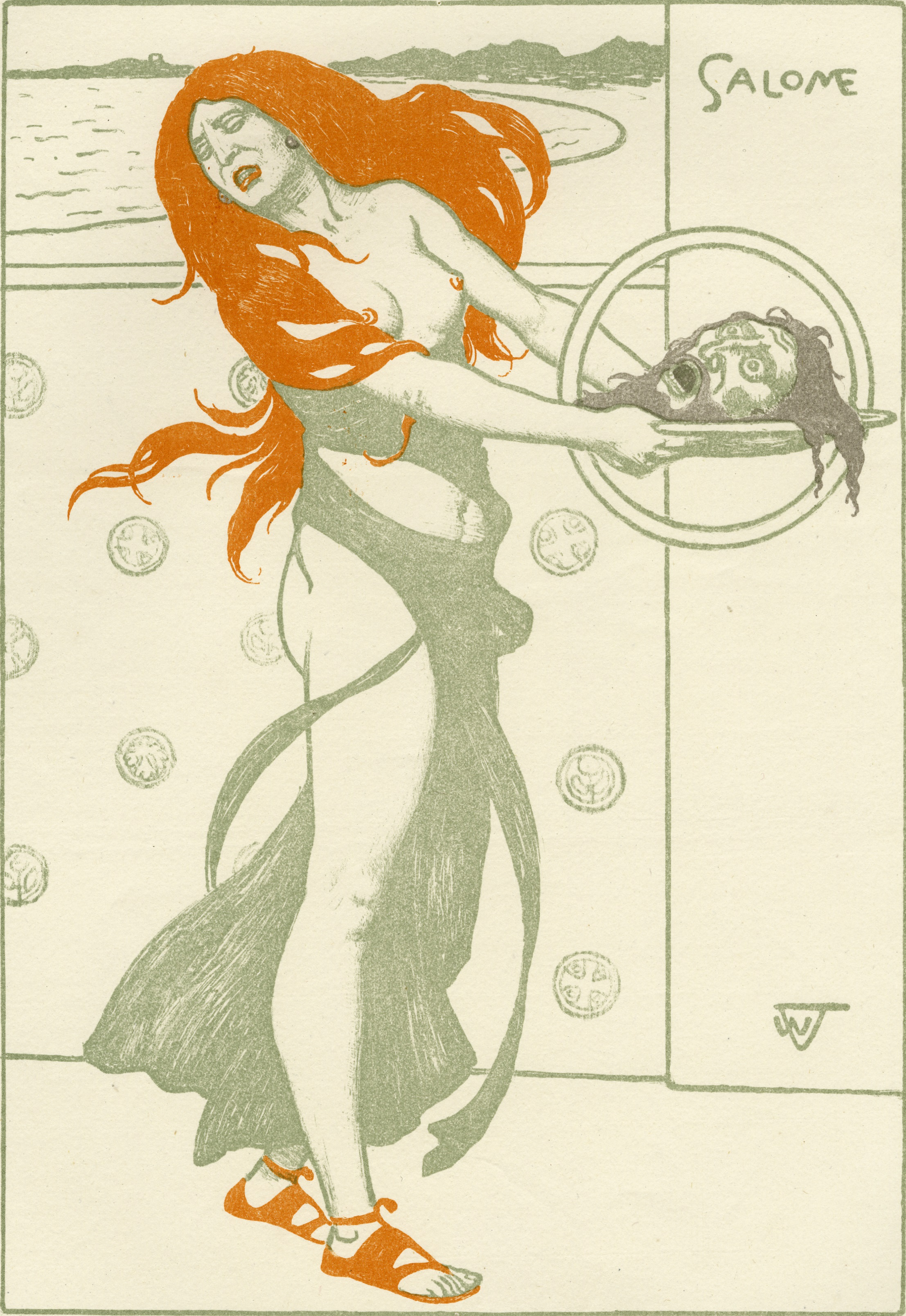
「サロメ」(1896)
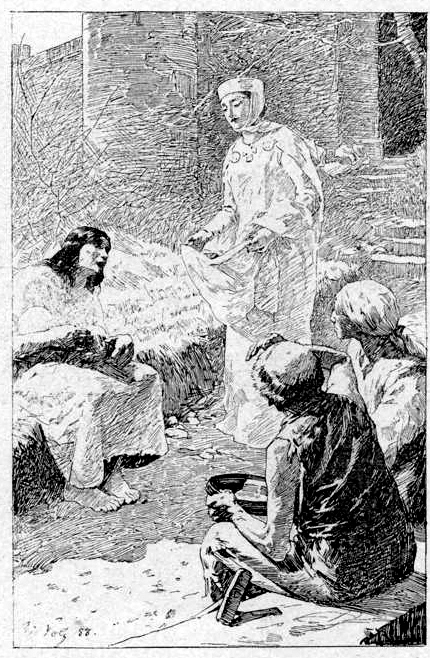
聖エリーザベト(1888以前）
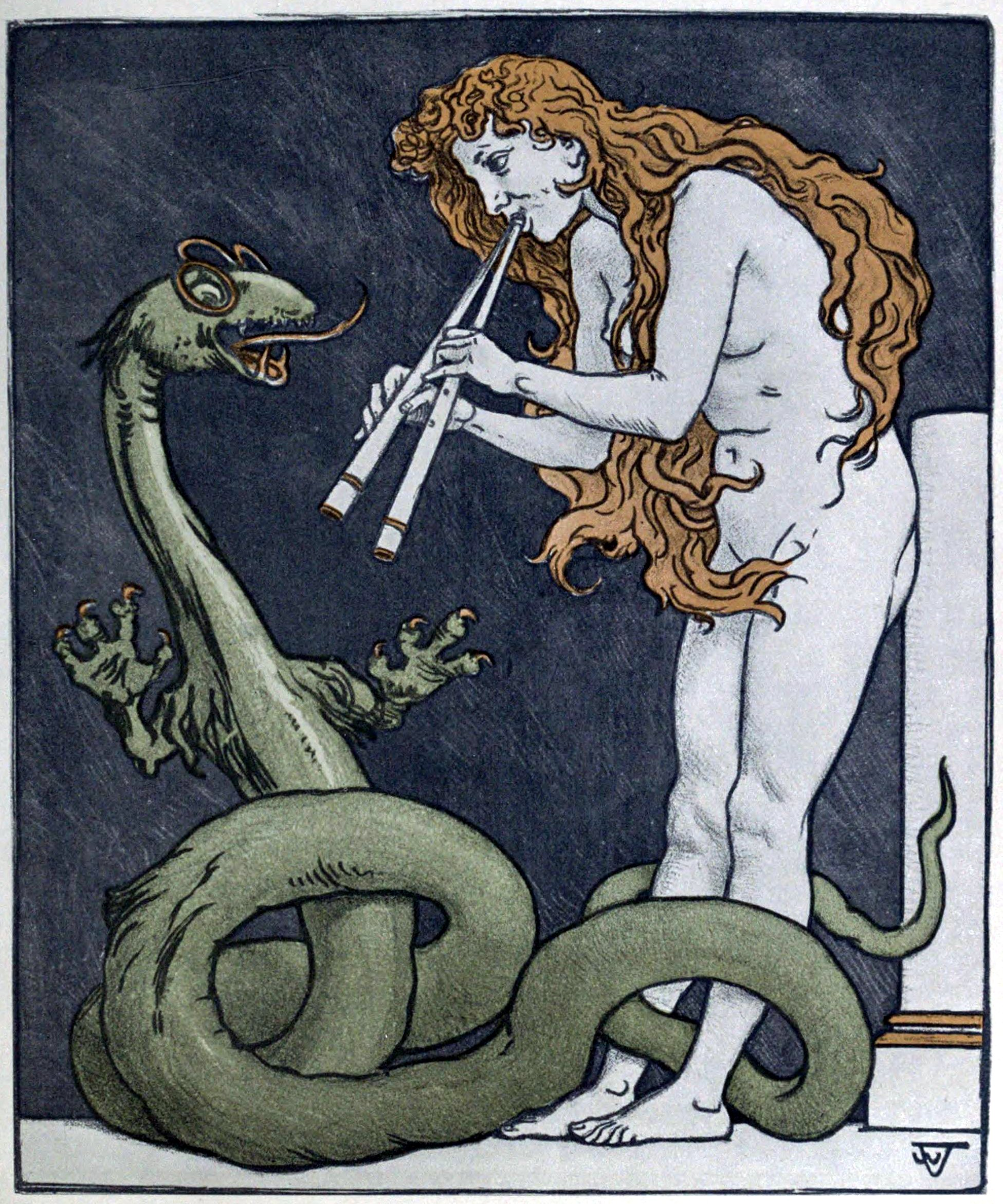
"Brillenschlange"